# 수도권 신도시 철도 TX-2000계 전동차
수도권 신도시 철도 TX-2000계 전동차(일본어: 首都圏新都市鉄道TX-2000系電車)는 2003년 3월부터 운행하고 있는 수도권 신도시 철도 쓰쿠바 익스프레스의 전동차이다.
이 차량은 수도권 신도시 철도 쓰쿠바 익스프레스 운행에 투입할 목적으로 제작되었다.
전 편성이 히타치 제작소에서 제조되었다.

## 편성
- 수도권 신도시 철도 TX-2000계 전동차는 다음과 같은 편성으로 구성되었다.[2]

| 호차             | 1       | 2       | 3       | 4       | 5       | 6       |
| ---------------- | ------- | ------- | ------- | ------- | ------- | ------- |
| 명칭             | CT1     | M1      | T'      | M1'     | M2'     | CT2     |
| 번호             | TX-2100 | TX-2200 | TX-2300 | TX-2400 | TX-2500 | TX-2600 |
| 무게 (톤)        | 30.3    | 33.6    | 26.5    | 33.8    | 31.3    | 30.9    |
| 수용 (합계/좌석) | 147/48  | 158/51  | 158/54  | 158/54  | 158/51  | 147/48  |

## 운행 노선
- 수도권 신도시 철도 쓰쿠바 익스프레스

## 사진

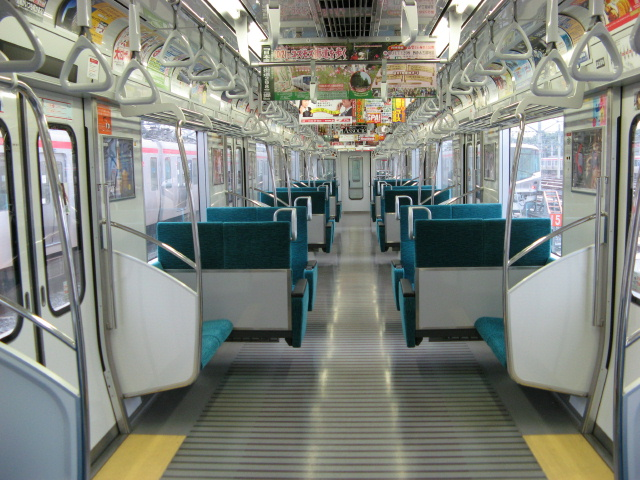
차내
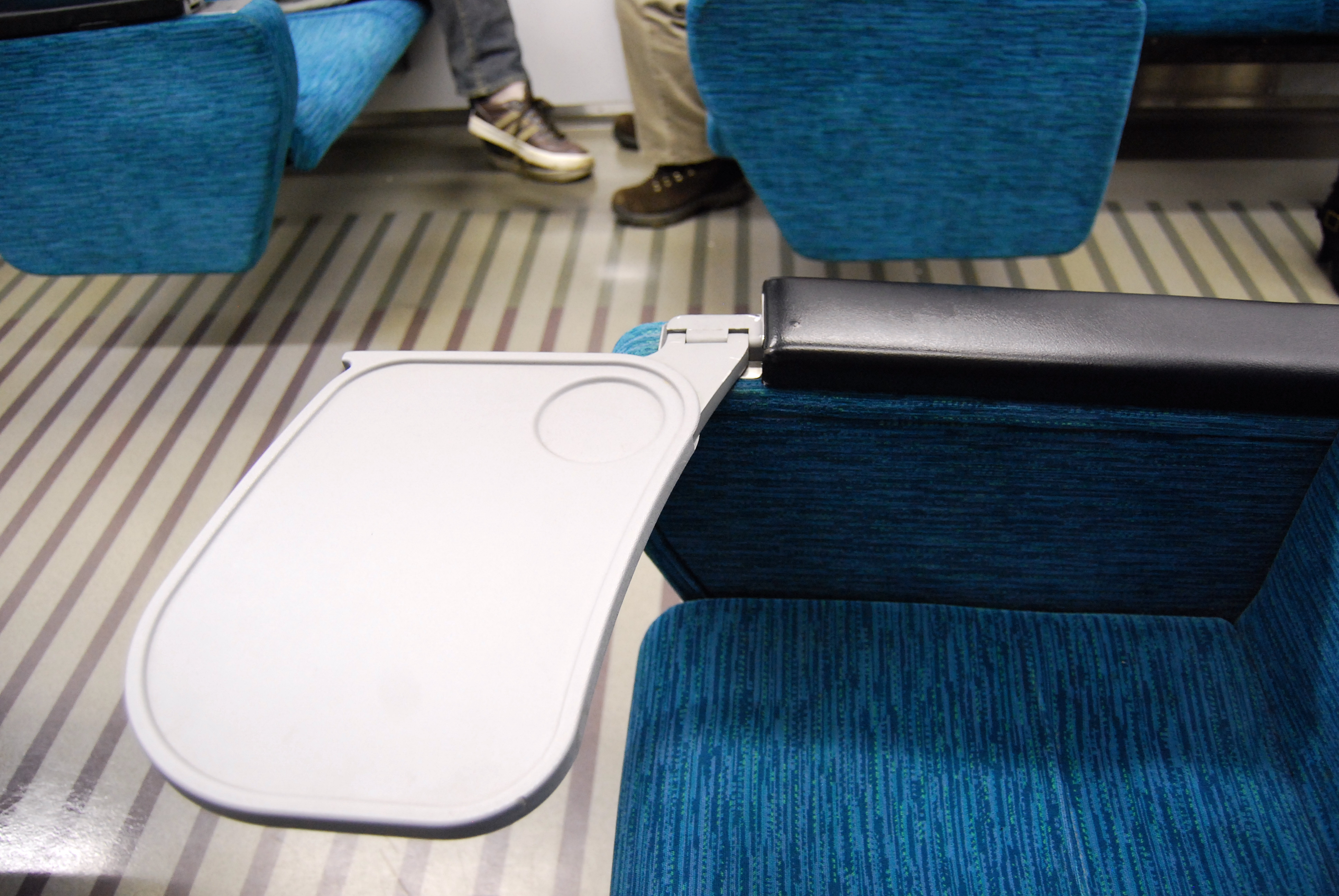
접이식 테이블